# Heart*Iz
Heart*Iz (читается и стилиризуется как heart eyes) — второй мини-альбом южнокорейско - японской проектной гёрл-группы IZ*ONE. Альбом был выпущен 1 апреля 2019 года Off The Record Entertainment. Он доступен в двух версиях: «Violeta» и «Sapphire», и состоит из восьми треков с «Violeta» в качестве ведущего сингла.

## Предпосылки и релиз
Музыкальное видео для ведущего сингла «Violeta» было выпущено 1 апреля 2019 года на YouTube, наряду с физическим и цифровым выпуском альбома через различные музыкальные сайты.

## Промоушен
Группа выступила в Blue Square в тот же день, что и релиз альбома, где они исполнили песни из альбома в первый раз. Он транслировался в прямом эфире через канал Mnet и Youtube Stone Music. Группа появилась в одном из эпизодов  Idol Room которая транслировалась на JTBC 2 апреля 2019 года.

## Коммерческий успех
29 марта 2019 года Off The Record сообщил, что предзаказ на Heart*Iz превысил 200,000 копий. Heart*Iz  продал 132,109 копий в первую неделю, что является новым рекордом для женских групп.

## Трек-лист
| №                   | Название                                               | Текст песни                                                | Музыка                             | Arrangement         | Длительность |
| ------------------- | ------------------------------------------------------ | ---------------------------------------------------------- | ---------------------------------- | ------------------- | ------------ |
| 1.                  | «해바라기» (Hey. Bae. Like It.)                        | Tenzo Kebee EB                                             | Tenzo MUNA                         | MUNA                | 3:32         |
| 2.                  | «비올레타» (Violeta)                                   | Choi Hyun-joon Kim Seung-soo                               | Choi Hyun-joon Kim Seung-soo       | Park Seul-gi        | 3:20         |
| 3.                  | «Highlight»                                            | Lee Tae-hoon So Jay                                        | Lee Tae-hoon Sam Carter RAMI NU bK | Lee Tae-hoon        | 3:28         |
| 4.                  | «Really Like You»                                      | YOSKE Kim Min-ju Hitomi Honda Alive Knoh                   | EastWest (1by1) YOSKE              | EastWest (1by1)     | 3:10         |
| 5.                  | «Airplane»                                             | Lee Dae-hwi So Jay Jo Yoon-kyung Jang Yeo-jin              | Lee Dae-hwi 리시 Simpson           | 리시 Simpson        | 3:03         |
| 6.                  | «하늘 위로» (Up)                                       | KZ                                                         | KZ Nthonius                        | KZ Nthonius         | 3:12         |
| 7.                  | «고양이가 되고 싶어» (Neko ni Naritai; Korean version) | Yasushi Akimoto (Korean version; adapted by) Kim Min-ju    | Shintaro Fujiwara                  | Shintaro Fujiwara   | 4:16         |
| 8.                  | «기분 좋은 안녕» (Gokigen Sayonara; Korean version)    | Yasushi Akimoto (Korean version; adapted by) Lee Chae-yeon | Toshihiko Watanabe                 | Toshihiko Watanabe  | 4:20         |
| Общая длительность: | Общая длительность:                                    | Общая длительность:                                        | Общая длительность:                | Общая длительность: | 28:32        |

## Чарты
| Чарты (2019)                 | Пиковые позиции |
| ---------------------------- | --------------- |
| Япония (Oricon)              | 4               |
| Япония (Billboard Japan)     | 5               |
| Республика Корея (Gaon)      | 1               |
| США (Billboard World Albums) | 6               |

## История релиза
| Регион      | Дата               | Формат                           | Лэйбл                                                  |
| ----------- | ------------------ | -------------------------------- | ------------------------------------------------------ |
| Южная Корея | 1 апреля 2019 года | CD цифровая дистрибуция стриминг | Off the Record Entertainment Stone Music Entertainment |
| Мир         | 1 апреля 2019 года | Цифровая дистрибуция, стриминг   | Off the Record Entertainment Stone Music Entertainment |